# Палли, Зенаида
Зенаи́да Па́лли (рум. Zenaida Pally; 10 июня 1919, Сороки — 26 июня 1997, Саарбрюккен, Германия) — румынская оперная певица (меццо-сопрано). Народная артистка Румынии (1982).

## Биография
В 1944—1977 годах солистка Румынского театра оперы и балета. Делала много записей на Румынском радио, выступала как камерная певица. Много гастролировала (в СССР с 1952 года). Считалась одной из лучших исполнительниц партии Кармен.

## Оперные партии
- «Кармен» Жорж Бизе — Кармен
- «Самсон и Далила» Камиль Сен-Санс — Далила
- «Аида» Джузеппе Верди — Амнерис
- «Борис Годунов» Модест Мусоргский — Марина Мнишек
- «Князь Игорь» Александр Бородин — Кончаковна
- «Иван Сусанин» Михаил Глинка — Ваня
- «Норма» Винченцо Беллини — Адальджиза
- «Трубадур» Джузеппе Верди — Азучена
- «Дон Карлос» Джузеппе Верди — принцесса Эболи
- «Лоэнгрин» Рихард Вагнер — Ортруда
- «Эдип» Джордже Энеску — Сфинкс (первая исполнительница)

## Награды
- 1952 — Заслуженная артистка СРР
- 1954 — Государственная премия РНР
- 1982 — Народная артистка СРР